# 南達斯莫
南達斯莫（西班牙語：Nandasmo），是尼加拉瓜的城鎮，位於該國西部，由馬薩亞省負責管轄，始建於1976年，面積18平方公里，海拔高度369米，2005年人口10,732，人口密度每平方公里596.22人。
11°56′N 86°07′W / 11.933°N 86.117°W